# Kallajärvi (sjö i S:t Michel, Södra Savolax)
Kallajärvi är en sjö i kommunen S:t Michel i landskapet Södra Savolax i Finland. Sjön ligger 95,1 meter över havet. Arean är 1,59 kvadratkilometer och strandlinjen är 12,04 kilometer lång. Sjön  ingår i Vuoksens huvudavrinningsområde.   Den ligger nära S:t Michel och omkring 200 kilometer nordöst om Helsingfors. 
I sjön finns öarna Puustellinsaaret, Riittilänsaaret, Kalokkakivet och Korkeasaari. 